# Ribonucleasi III
Le ribonucleasi III sono enzimi della classe delle idrolasi, che catalizzano il taglio endonucleolitico di un 5'-fosfomonoestere.
Dicer, anche conosciuto come endoribonucleasi Dicer, è un Enzima che negli umani è codificato dal gene DICER1. Fa parte della famiglia delle RNAsi III, Dicer cliva RNA a doppio filamento (dsRNA) e pre-microRNA (pre-miRNA), in piccoli frammenti di dsRNA chiamati small interfering RNA (siRNA) e microRNA (mi-RNA). Questi frammenti sono approssimativamente 20-25pb. Dicer facilita l'attivazione di un complesso ribonucleoproteico denominato RISC (RNA-induced silencing complex). Questo complesso è essenziale poiché può portare all'eliminazione dell'mRNA.
Il suo nome (che in italiano potrebbe essere tradotto come "che taglia finemente"), deriva proprio dalla sua capacità di ridurre molecole di dimensione eterogenea in piccoli blocchi di dimensione omogenea. Il nome fu coniato da Emily Bernstein, una ricercatrice del Cold Spring Harbor Laboratory che per prima individuò tale particolarità nell'enzima.

## Meccanismo di azione

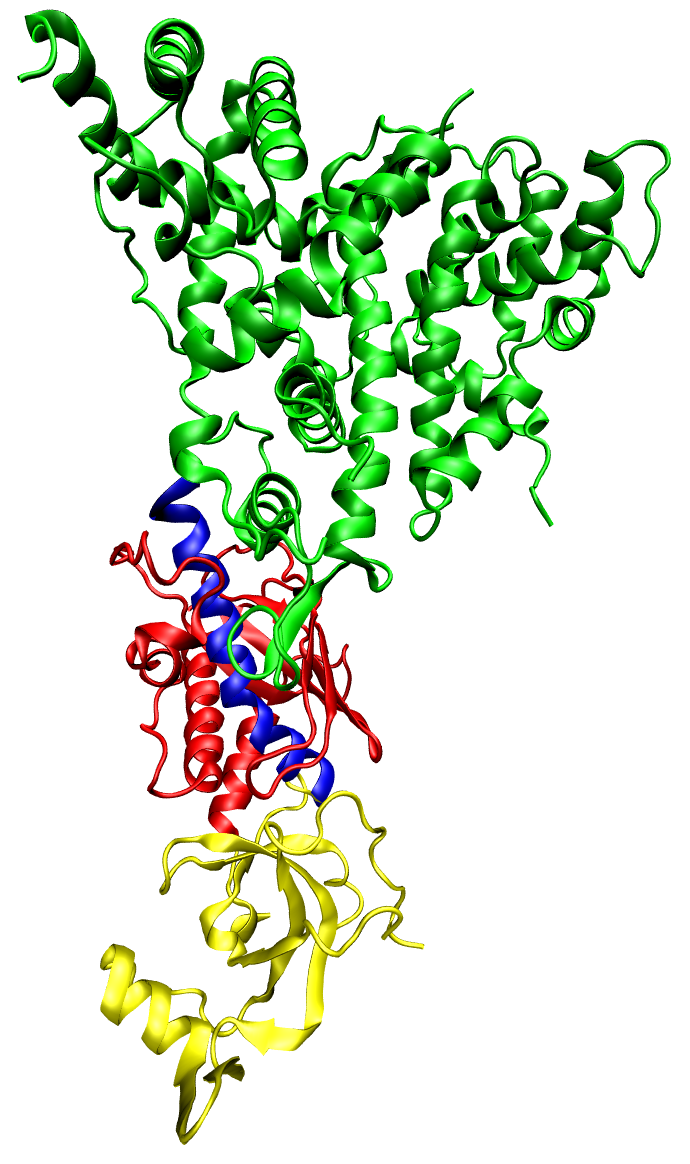
Dettaglio di un monomero di dicer. I domini della RNAsi sono in verde, i domini PAZ in giallo, il dominio piattaforma in rosso ed un'elica di connessione in blu. Si ritiene che la distanza tra i domini della RNAsi e PAZ sia il maggior determinante della lunghezza dei siRNA.

Dicer catalizza la prima reazione del processo di RNA interference, producendo le molecole di siRNA (RNA a doppio filamento di 21 nucleotidi con estremità 3' sporgenti) necessarie all'interferenza vera e propria, mediata da RISC nel suo complesso. L'enzima appartiene alla famiglia delle RNasi di classe III (specifiche i dsRNAs), ed opera il taglio in modo ATP-dipendente.
Il gruppo della Bernstein ha individuato dicer attraverso un ampio screening di geni di Drosophila melanogaster e Caenorhabditis elegans contenenti domini tipici delle RNAsi III. Tale screening, infatti, ha portato alla scoperta del gene (di Drosophila) CG4792, contenente due domini RNAsi III. I ricercatori hanno dunque svolto ulteriori test sull'attività svolta dal prodotto genico, scoprendo che esso è in grado di produrre siRNA da qualsiasi sequenza di RNA a doppio filamento.
Sono stati in seguito individuati diversi altri prodotti proteici simili a dicer. Ognuno presenta almeno cinque regioni specifiche:
- una regione amminoterminale dipendente da ATP;
- una regione a piattaforma carica positivamente;
- una regione PAZ, che si associa alla proteina Argonaute2;
- due o più domini RNAsi III;
- una regione carbossiterminale in grado di legare molecole di dsRNA.

In seguito alle analisi approfondite sulla struttura tridimensionale dell'enzima in Giardia intestinalis, si ritiene che la distanza tra la regione PAZ ed i domini RNAsi III sia di 65 ångström, quanto basta per alloggiare circa 25 nucleotidi. Tale spazio sarebbe costituito proprio dalla regione piattaforma che, carica positivamente, è in grado di instaurare legami elettrostatici con l'RNA. Secondo tale analisi, dunque, la struttura di dicer potrebbe essere quella di una specie di righello molecolare, che permetterebbe all'enzima di produrre frammenti di siRNA di dimensione estremamente regolare.